# Juli Tamboi Tanjong
Juli Tamboi Tanjong is een bestuurslaag in het regentschap Bireuen van de provincie Atjeh, Indonesië. Juli Tamboi Tanjong telt 1296 inwoners (volkstelling 2010).